# 松の木タクヤ
松の木 タクヤ （Takuya Matsunoki、1962年4月26日 - )は、日本のアーティスト、画家、現代美術家、デザイナー、芸術思想家。

## 学歴
B.A. 多摩美術大学 美術学部 グラフィックデザイン学科・版画専攻 (1986年)、（ロイヤル・カレッジ・オブ・アート、RCA）コミュニケーションデザイン Illustration Dept. (1992年) 最終学位は、M.A.。チェルシー・カレッジ・オブ・アーツ,ファインアートDept. (Guest Student)、ゴールドスミス・カレッジ,ICC Dept. (Guest Student)。
1981年から、シルクスクリーンプリントやイラストレーションなどのグラフィック、絵画作品を国内やロンドンのエキシビション、コンペティションにて発表している。

## 研究業績
(検定委員)
- 2002年 - 2003年 交換留学プロジェクト University of the London ,ロンドン・カレッジ・オブ・コミュニケーション 多摩美術大学
- 1999年 - 2002年 EPSON ディバイス アプリケーション 検討会
- 1999年 - 2004年 大学生協 中国・四国、四国事業連合 Web 検定委員

(検討委員)
- 1997年 - 1999年 LED ヴィジョン QFRONT 映像コンテンツ検討会
- 1999年 - 2000年 地域マルチメディア・ハイウェイ実験協議会
- 1995年 - 1996年 日能研 アプリケーション検討会

(訪問研究)
- 1995年 - 1997年 慶応大学 情報環境学部 訪問研究員
- デジタルハリウッド 特別講義

## 受賞歴
- 1997年 CG-ARTS協会 CG Grand Pix in STEC with 石井勢津子
- 1992年 First Choice, D&AD（英語: Design and Art Direction）Student Awards Yellow Pencils (London)
- 1992年 Screenprint Prize, Augustus Martin Print Awards(London)
- 1991年 特別賞 JACA日本イラストレーション展社団法人国際芸術文化振興会(Japan)
- 1982年 大賞 美大予備校 立川美術学院

## 主な作品インスタレーション
現代美術展
- レントゲン藝術研究所、レントゲン・クンストラウム
- ベネッセハウス・直島コンテンポラリーアートミュージアム
- 伊勢丹美術館
- ラフォーレミュージアム
- SPIRAL GARDEN スパイラル (建築物) (青山・東京)
- ICA gallery（英語: Institute of Contemporary Arts）

## プロデュース
1995年、Macworld - iWorldへ出品後、Apple、アスキー、NTTなどの提携によるアート・プロジェクトとなり、日本で初めてのナイトクラブ併設のインターネット・カフェ Electronic Cafe Tokyo ™（英語: Electronic Café International）を渋谷・道玄坂にプロデュース。

## ディスプレイワーク
- BEAMS TIME CAFE (渋谷、大阪、神戸)
- BEAMS TOKYO
- Apple イベント Apple Magic 95
- QFRONT (Qs eye vision , movie work )

## アートディレクション
1990年代より、インターネット、アプリケーション開発、映像制作などデジタルコンテンツの制作を行った。
- BEAMS WORKS "Virus"- ジョナサン・バーンブルック
- BE@MS - ウェブデザイン アートディレクション
- BEAMS NEWS - コーポレート・アイデンティティ アートディレクション
- 麒麟 KIRIN 氷結 (チューハイ) - ウェブデザイン アートディレクション
- 近藤等則 MT.FUJI・朝日新聞社 - ウェブデザイン アートディレクション
- Virtual 甲子園・阪神タイガース - ウェブデザイン アートディレクション
- ジュリアナ東京 Juliana's （英語: Juliana's） フリーペーパー、反射素材コスチューム、グラフィックデザイン制作、協賛ポラロイド社

## 教育支援
当時、多摩美術大学・情報デザイン学科長であった石田晴久により招聘され、多摩美術大学 情報デザイン学科にて教鞭をとる。
芸大・美大受験予備校 立川美術学院 デザイン指導。
祖先は、江南義塾（盛岡/岩手）創設の父、菊池道太である。

## エキシビション
- 1998年『G9 ニューダイレクション』SPIRAL GARDEN スパイラル (建築物) (表参道,東京）
- 1997年『Motion Graphic 展』AXIS（六本木,東京）
- 1996年『Copy Left』レントゲン藝術研究所 RONTGEN KUNSTRAUM・Katsuya IKEUCHI galerie AG 『Philo-Tech exhibiton』Plaza Industry Ota（大田区,東京）
- 1996年『Personal Identity』レントゲン藝術研究所RONTGEN KUNSTRAUM・Katsuya IKEUCHI galerie AG One Night Exhibiton 『NACHTVISION vol.1』AUTOMATIX（新宿,東京）
- 1995年『Personal Identity』BEAMS (Tokyo,Japan)
- 1995年『Communication Access For Everyone』at Electronic Cafe Tokyo (shibuya,Japan)
- 1994年 オープンエアー'94『OUT OF BOUNDS』海景のなかの現代美術展 ベネッセハウス・直島コンテンポラリーアートミュージアム、ベネッセアートサイト直島（直島文化村／香川）
- 1992年『Four Artist Exhibition』Eggison Daniel・Landsdowne House（Mayfair,London）『EXPO '92』ポーランド館 （Spain）
- 1992年『Designer's T-shirt for the ICA』ICA gallery（英語: Institute of Contemporary Arts）(London,UK)
- 1992年『Designer's T-shirt for the American Retro』American Retro（SOHO,London）
- 1992年『Designer's T-shirt for the POSE』POSE Shop（SOHO,London）
- 1992年『Still Life & Everyday Objects』Smith's TWO Gallery (London,UK)
- 1992年『Still Life & Everyday Objects』Graphic Station Gallery (Tokyo,Japan)
- 1991年 『Figure Futur』SALON DU LIVRE DE JEUNESSE (Montreal,France）
- 1990年 チェルシー・カレッジ・オブ・アーツ BA (HONS) Fine Art Degree Show (London,Uk）
- 1989年 ゴールドスミス・カレッジ Solo Exhibition Everyday Diary (London, Uk)

## 発表作品エピソード
日本では、映像制作会社 パラダイスカフェよりコマーシャル・ワークのマネジメント・サポートを受けて活動。
レントゲンクンストラウム レントゲン藝術研究所の所属作家。
ロンドンではメイフェア地区を中心にインスタレーションやディスプレイ展示などの作品発表をBred Balled Fine Art London からマネージメント・サポートを受けて活動。

## 寄稿
1980年代からロンドンのアート、ダンスミュージック、サブカルチャー情報とアーティストやイラストレーターの作品紹介を日本の雑誌にレギュラー寄稿。または、インタビュー協力などを行った。
- 2001年 - 誌上対談 no.05 スペクテイター (1999年創刊の雑誌)
- 2000年 - Backpackers now! Amsterdam　no.03 スペクテイター (1999年創刊の雑誌) (寄稿)
- 1997年 -『This』責任編集、アーティスト取材 スイッチ・パブリッシング
- 1996年 - vol.241[特集]　海外雑誌150選 アンダーグラウンド・カルチャーの饗宴 STUDIO VOICE
- 1996年 - AXIS magazine / AXIS (連載)
- ビー・エヌ・エヌ Creator’s Cafe File 96’
- 1995年 - IDEA Magazine アイデア 誠文堂新光社 (No.253) international graphic art and typography
- 1995年 - Mac Japan (連載)
- 1994年 - 12月号 DIGITAL LOVE PEACE　デジタル革命に参画せよ! STUDIO VOICE
- 1988年 - 玄光社イラストレーション イギリス・イラストレーター取材（連載）
- 玄光社イラストレーション London Diary A to Z
- レギュラー寄稿（連載)『pop eye』POPEYE マガジンハウス
- 小学館 レギュラー漫画（連載）with Yuval Zommer Big Comic Sperior
- 1987年 - イギリス・イラストレーター取材（連載）玄光社イラストレーション

## インタビュー
- 2016年 - 静岡・常葉大学造形学部
- 2015年 - ネットマガジン・Melike
- ニュースナウ（廃校、そしてふるさと）鹿児島放送
- どーんと鹿児島 鹿児島放送
- 2010年 - Legend meeting of Tokyo Nite Scene 仕掛け人たちが語る、東京クラブ伝説　no.221・最終号 REMIX
- 2007年 - Back to the Land Japan Song of Freedom, Talk with Back to the Landers no.20 スペクテイター
- 1995年 - Media Front 誌・Electronic Cafe Tokyo ™（英語: Electronic Café International） インタビュアー 美術評論家 - 椹木野衣
- 1995年 - エスクァイアマガジン Electronic Cafe International™ In Los Angeles
- 1995年 - 日経デザイン誌 (日経BP) Electronic Cafe Tokyo ™
- 1995年 - 週刊プレイボーイ (集英社) Electronic Cafe Tokyo ™

## 作品集、著者
- 2003年 - 北朝鮮取材 音楽とエロの穴 (no.09) スペクテイター
- 2002年 - オリジナル・フォント集 (BEAMS / BEAMS WORKS) 『バスタード・カタカナ』ジョナサン・バーンブルック
- 1998年 - 作品集 新潮社/BEAMS『Shinjuku Grand Place 』
- 1997年 - 作品集 CD-ROM 『Philo-Tech 展』(INTERRACTIVE)
- 1996年 - 作品集 『Takuya Matsunoki ・ Screen saver Art series vol.1 』(Spinnaker co.,Ltd)

(作品掲載)
- 1994年 - OUT OF BOUNDS ベネッセハウス Art Exhibition Catalog
- 1995年 - Design X (no.250) IDEA 誠文堂新光社
- 1994年 - Begin 世界文化社
- 1993年 - Atlas magazine (no.4) Jake Tilson Art Magazine,London
- 1992年 - Radium Egg　NR.3 Rontgen Kunstraum Institute レントゲン藝術研究所

## ファッションデザイナー
- ロンドン・クラブファッションブランド「POSE」の初期デザイナー。1990年代初期より反射材を用いたウェアを作っていた。
- 3Mの協賛によりジュリアナ東京、Juliana's （英語: Juliana's）の反射材コスチューム制作をファッションデザイナーの浜井弘治 (1987年装苑賞受賞者)とコラボレーション。